# 369. легионарска дивизија
369. легионарска дивизија Вермахта формирана је током лета и јесени на немачком војном полигону у Штокерауу, у Аустрији од регрута из Независне Државе Хрватске и немачког командног и војно-стручног особља. Наследила је традицију 369. легионарске пуковније која се борила код Стаљинграда. Уведена је у борбу током јануара 1943. на Банији против Седме банијске дивизије у склопу операције „Вајс 1”. Током операција „Вајс 1”, „Вајс 2” и „Шварц” била је подређена команданту корпуса „Хрватска” генералу Литерсу.
У априлу 1943, у операцији „Тојфел”, дивизија је напала четнике на планини Озрен. У четири дана борбе нанела им је пораз. Озренски и зенички четници су тада приморани да предају Немцима већи део свог наоружања и дозволе немачким и хрватским трупама кретање на својој територији.
Током битке на Сутјесци, односно операције „Шварц” дивизија је претрпела тежак пораз у области Балиновца и Јелеча од Прве пролетерске дивизије, када је разбијена њена борбена група „Хене”.
Од августа 1943. потчињена је Другој оклопној армији, најпре непосредно, а од октобра 1943. у саставу 5. СС брдског корпуса у источној Босни, Херцеговини и јужној Далмацији. Учествовала је у бројним операцијама против НОВЈ у саставу свог корпуса.
Током ових операција трпела је значајне губитке, тако да је, осим хрватском и немачким регрутима, током 1944. године попуњена увршћивањем у свој састав италијанске фашистичке легије „Сан Марко” и немачког 19/999 кажњеничког батаљона из Грчке. Тежак пораз нанела јој је Прва далматинска бригада у борби на Вуковом Кланцу 22. октобра 1944.
Након реорганизације, распоређена је у одбрану мостарског региона. Током Мостарске операције у фебруару 1945. потиснута је из Мостара и нанети су јој тешки губици. Свој ратни пут завршила је 15. маја 1945. на аустријској граници безусловном предајом јединицама НОВЈ.

## Ратни злочини
369. ловачка дивизија починила је бројне ратне злочине над заробљеницима и цивилима током операција Вајс, у Сињској крајини кад је убијено 1.695 цивила, и на другим местима.
Командант дивизије генерал Фриц Најдхолд фебруара 1947. у Београду за почињене ратне злочине осуђен је на смрт вешањем и погубљен.